# Krzewik źródliskowy
Krzewik źródliskowy (Thamnobryum alopecurum (Hedw.) Gang.) – gatunek mchu należący do rodziny  miecherowatych.

## Rozmieszczenie geograficzne
Gatunek eurazjatycki. Centrum występowania w Europie zachodniej i środkowej oraz w obszarze śródziemnomorskim. W Polsce zasięg bicentryczny - występuje na północy kraju (Pomorze Zachodnie i Wschodnie - tu większość stanowisk pochodzi sprzed II wojny światowej) oraz w Sudetach i Karpatach, schodząc na pobliskie wyżyny (najczęstszy na Wyżynie Krakowsko-Częstochowskiej. W Polsce środkowej sporadycznie stwierdzany w okolicach Warszawy.

## Morfologia
Okazały mech o pokroju drzewkowatym. Rośnie w luźnych darniach, zwykle przyczepionych do skał nad brzegami potoków. Łodyga główna podziemna (w kształcie kłącza), przytwierdzona do podłoża brunatnymi, gładkimi chwytnikami, okryta odlegle trójkątnolancetowatymi cienkimi liśćmi o mocno wydłużonych komórkach. Ich żebro dochodzi prawie do szczytu. Łodygi 2 rzędu (pionowe) w dole pojedyncze, nierozgałęzione, okryte łuskowatymi liśćmi. W górze krzaczasto rozgałęzione, okryte normalnymi liśćmi. W łodydze głównej i w łodygach 2 rzędu występuje wiązka środkowa (brak jej w łodygach 3 rzędu). Liście łodyg 2 i 3 rzędu sztywne, wklęsłe, jajowato-lancetowate, z komórkami wydłużonoprostokątnymi. Żebro kończy się przed szczytem liścia.

## Ekologia
Mech rośnie na skałach, z reguły pokrytych cienką warstwą gleby (czasami też na korze drzew lub korzeniach). Preferuje skały wapienne, ale występuje też na bezwapiennych. Typowe siedliska to miejsca zacienione, wilgotne - głazy w lasach, strome ściany skalne, zagłębienia i szczeliny. Często na mokrych głazach w potokach.

## Ochrona
Roślina objęta częściową ochroną gatunkową w Polsce.